# Persone di nome Fabian
| Questa pagina contiene informazioni ricavate automaticamente dalle voci biografiche con l'ausilio del template Bio e di un bot. L'aggiornamento è periodico e automatico e ricostruisce completamente la pagina. Se manca una persona in questa lista, sei pregato di non aggiungerla, ma accertati piuttosto che la sua voce biografica contenga il template Bio e che i dati anagrafici siano correttamente compilati. Se il template Bio manca, inseriscilo tu stesso o, in alternativa, metti l'avviso {{tmp\|Bio}} che ne segnala la mancanza. Se i dati riportati sono sbagliati, correggi direttamente la voce biografica; le modifiche saranno visibili in questa lista entro pochi giorni. Per chiarimenti vedi il progetto antroponimi. La lista contiene solo le 105 persone che sono citate nell'enciclopedia e per le quali è stato implementato correttamente il template Bio. Pagina aggiornata al 22 lug 2025. |

Questa è una lista di persone presenti nell'enciclopedia che hanno il nome Fabian, suddivise per attività principale.

## Allenatori di calcio(6)
- Fabian Boll, allenatore di calcio, ex calciatore e poliziotto tedesco (Bad Bramstedt, n. 1979)
- Bolívar, allenatore di calcio e ex calciatore brasiliano (Santa Cruz do Sul, n. 1980)
- Fabian Hürzeler, allenatore di calcio e ex calciatore tedesco (Houston, n. 1993)
- Fabian Lamotte, allenatore di calcio e calciatore tedesco (Marsberg, n. 1983)
- Fabian Lustenberger, allenatore di calcio e ex calciatore svizzero (Nebikon, n. 1988)
- Fabian Valtolina, allenatore di calcio e ex calciatore italiano (Limbiate, n. 1971)

## Atleti paralimpici(1)
- Fabian Blattman, atleta paralimpico australiano (Narrandera, n. 1958)

## Attori(3)
- Fabian Busch, attore tedesco (Berlino Est, n. 1975)
- Fabian Harloff, attore, conduttore radiofonico e doppiatore tedesco (Amburgo, n. 1970)
- Fabian Kluckert, attore e doppiatore tedesco (Berlino, n. 1991)

## Calciatori(36)
- Fabian Barbiero, calciatore australiano (Adelaide, n. 1984)
- Fabian Bredlow, calciatore tedesco (Berlino, n. 1995)
- Fabian Delph, ex calciatore inglese (Bradford, n. 1989)
- Fabian Eberle, calciatore liechtensteinese (n. 1992)
- Fabian Ehmann, calciatore austriaco (Graz, n. 1998)
- Fabian Ernst, ex calciatore tedesco (Hannover, n. 1979)
- Fabian Frei, calciatore svizzero (Frauenfeld, n. 1989)
- Fabian Giefer, calciatore tedesco (Adenau, n. 1990)
- Fabian Gmeiner, calciatore austriaco (Dornbirn, n. 1997)
- Fabian Herbers, calciatore tedesco (Ahaus, n. 1993)
- Fabian Holland, calciatore tedesco (Berlino, n. 1990)
- Fabian Johnson, ex calciatore tedesco (Monaco di Baviera, n. 1987)
- Fabian Kalig, ex calciatore tedesco (Wiesbaden, n. 1993)
- Fabian Klos, ex calciatore tedesco (Gifhorn, n. 1987)
- Fabian Koch, calciatore austriaco (Rum, n. 1989)
- Fabian Kunze, calciatore tedesco (Bielefeld, n. 1998)
- Fabian McCarthy, ex calciatore sudafricano (Vryburg, n. 1977)
- Fabian Messina, calciatore tedesco (Stoccarda, n. 2002)
- Fabian Miesenböck, calciatore austriaco (Klagenfurt am Wörthersee, n. 1993)
- Fabian Müller, ex calciatore tedesco (Berchtesgarden, n. 1986)
- Fabian Nürnberger, calciatore bulgaro (Amburgo, n. 1999)
- Fabian Piasecki, calciatore polacco (Breslavia, n. 1995)
- Fabian Reese, calciatore tedesco (Kiel, n. 1997)
- Fabian Rieder, calciatore svizzero (Berna, n. 2002)
- Fabian Rohner, calciatore svizzero (Zurigo, n. 1998)
- Fabian Schleusener, calciatore tedesco (Friburgo in Brisgovia, n. 1991)
- Fabian Schnellhardt, calciatore tedesco (Leinefelde-Worbis, n. 1994)
- Fabian Schubert, calciatore austriaco (Eisenkappel-Vellach, n. 1994)
- Fabian Schär, calciatore svizzero (Wil, n. 1991)
- Fabian Schönheim, ex calciatore tedesco (Kirn, n. 1987)
- Fabian Serrarens, calciatore olandese (Amsterdam, n. 1991)
- Fabian Sporkslede, ex calciatore olandese (Amstelveen, n. 1993)
- Fabian Stoller, ex calciatore svizzero (Lucerna, n. 1988)
- Fabian Tait, calciatore italiano (Salorno sulla Strada del Vino, n. 1993)
- Fabian Taylor, ex calciatore giamaicano (Kingston, n. 1980)
- Fabian de Keijzer, calciatore olandese (Leusden, n. 2000)

## Canottieri(1)
- Fabian Barański, canottiere polacco (Włocławek, n. 1999)

## Cantanti(1)
- Fabian, cantante, attore e personaggio televisivo statunitense (Filadelfia, n. 1943)

## Cestisti(3)
- Fabian Bleck, cestista tedesco (Breckerfeld, n. 1993)
- Fabian Thülig, ex cestista tedesco (Bonn, n. 1989)
- Fabian White, cestista statunitense (Houston, n. 1998)

## Ciclisti su strada(4)
- Fabian Cancellara, ex ciclista su strada svizzero (Wohlen bei Bern, n. 1981)
- Fabian Lienhard, ciclista su strada e ciclocrossista svizzero (Steinmaur, n. 1993)
- Fabian Wegmann, ex ciclista su strada tedesco (Münster, n. 1980)
- Fabian Weiss, ciclista su strada e pistard svizzero (Sulz, n. 2002)

## Combinatisti nordici(1)
- Fabian Rießle, combinatista nordico tedesco (Friburgo in Brisgovia, n. 1990)

## Danzatori su ghiaccio(1)
- Fabian Bourzat, ex danzatore su ghiaccio francese (Nantes, n. 1980)

## Direttori della fotografia(1)
- Fabian Wagner, direttore della fotografia tedesco (Monaco di Baviera, n. 1978)

## Dirigenti sportivi(1)
- Fabian Jeker, dirigente sportivo e ex ciclista su strada svizzero (Füllinsdorf, n. 1968)

## Esploratori(1)
- Fabian Gottlieb von Bellingshausen, esploratore e militare russo (Gut Lahhentagge, n. 1778 - Kronštadt, † 1852)

## Fumettisti(1)
- Fabian Nicieza, fumettista e curatore editoriale statunitense (Buenos Aires, n. 1961)

## Generali(4)
- Fabian Gottlieb von Osten-Sacken, generale russo (Revan, n. 1752 - Kiev, † 1837)
- Fabian Ver, generale filippino (Sarrat, n. 1920 - Bangkok, † 1998)
- Fabian Ware, generale e giornalista inglese (Bristol, n. 1869 - Amberley, † 1949)
- Fabian von Steinheil, generale russo (Hapsal, n. 1762 - Helsinki, † 1831)

## Ginnasti(1)
- Fabian Hambüchen, ginnasta tedesco (Bergisch Gladbach, n. 1987)

## Giocatori di football americano(4)
- Fabian Abfalter, giocatore di football americano austriaco (Innsbruck, n. 1997)
- Fabian Kratz, giocatore di football americano tedesco (Brühl, n. 1998)
- Fabian Moreau, giocatore di football americano statunitense (Fort Lauderdale, n. 1994)
- Fabian Strahm, giocatore di football americano svizzero (n. 1994)

## Giuristi(1)
- Fabian von Schlabrendorff, giurista e militare tedesco (Halle, n. 1907 - Wiesbaden, † 1980)

## Hockeisti su ghiaccio(3)
- Fabian Ebner, ex hockeista su ghiaccio italiano (Bolzano, n. 1992)
- Fabian Hackhofer, ex hockeista su ghiaccio italiano (Vipiteno, n. 1990)
- Fabian Stephan, ex hockeista su ghiaccio svizzero (Zurigo, n. 1981)

## Illustratori(1)
- Fabian Negrin, illustratore italiano (Córdoba, n. 1963)

## Imprenditori(1)
- Fabian Thylmann, imprenditore tedesco (Aquisgrana, n. 1978)

## Lottatori(1)
- Fabian Schmitt, lottatore tedesco (n. 1992)

## Lunghisti(1)
- Fabian Heinle, lunghista tedesco (Leinfelden-Echterdingen, n. 1994)

## Musicisti(1)
- Fabian Halbig, musicista e attore tedesco (Dillingen an der Donau, n. 1992)

## Nuotatori(1)
- Fabian Schwingenschlögl, ex nuotatore tedesco (Erlangen, n. 1991)

## Orientisti(1)
- Fabian Hertner, orientista svizzero (n. 1985)

## Pallamanisti(1)
- Fabian Wiede, pallamanista tedesco (Bad Belzig, n. 1994)

## Pallavolisti(2)
- Fabian Drzyzga, pallavolista polacco (Bordeaux, n. 1990)
- Fabian Plak, pallavolista olandese (Schagen, n. 1997)

## Pentatleti(1)
- Fabian Liebig, pentatleta tedesco (Berlino, n. 1994)

## Politici(3)
- Fabian Maingain, politico belga (Sint-Lambrechts-Woluwe, n. 1986)
- Fabian Molina, politico svizzero (Uster, n. 1990)
- Fabian Picardo, politico gibilterriano (Gibilterra, n. 1972)

## Progettisti(1)
- Fabian Barcata, progettista, religioso e missionario italiano (Valfloriana, n. 1868 - Schwaz, † 1954)

## Rapper(1)
- Santo Trafficante, rapper e beatmaker italiano (Stoccarda, n. 1982)

## Saltatori con gli sci(1)
- Fabian Ebenhoch, ex saltatore con gli sci austriaco (Mittelberg, n. 1979)

## Schermidori(2)
- Fabian Kauter, schermidore svizzero (Berna, n. 1985)
- Fabian Schmidt, schermidore tedesco (n. 1975)

## Sciatori alpini(5)
- Fabian Ax Swartz, sciatore alpino svedese (n. 2004)
- Fabian Bacher, ex sciatore alpino italiano (Vipiteno, n. 1993)
- Fabian Gratz, sciatore alpino tedesco (n. 1997)
- Fabian Himmelsbach, sciatore alpino tedesco (n. 1999)
- Fabian Wilkens Solheim, ex sciatore alpino norvegese (Oslo, n. 1996)

## Sciatori freestyle(1)
- Fabian Bösch, sciatore freestyle svizzero (Hirschthal, n. 1997)

## Scrittori(1)
- Fabian Birkowski, scrittore polacco (Leopoli, n. 1566 - Cracovia, † 1636)

## Slittinisti(1)
- Fabian Malleier, slittinista italiano (Merano, n. 1998)

## Snowboarder(1)
- Fabian Obmann, snowboarder austriaco (n. 1996)

## Tennisti(1)
- Fabian Fallert, tennista tedesco (Bad Urach, n. 1997)

## Velisti(1)
- Fabian Heidegger, ex velista italiano (Bolzano, n. 1988)

## Wrestler(1)
- Giovanni Vinci, wrestler italiano (Falzes, n. 1990)